# 3-(Cis-5,6-dihidroksicikloheksa-1,3-dien-1-il)propanoat dehidrogenaza
3-(Cis-5,6-dihidroksicikloheksa-1,3-dien-1-il)propanoat dehidrogenaza (EC 1.3.1.87, hcaB (gen), cis-dihidrodiolna dehidrogenaza, 2,3-dihidroksi-2,3-dihidro-fenilpropionat dehidrogenaza) je enzim sa sistematskim imenom 3-(cis-5,6-dihidroksicikloheksa-1,3-dien-1-il)propanoat:NAD+ oksidoreduktaza. Ovaj enzim katalizuje sledeću hemijsku reakciju
(1) 3-(-5,6-dihidroksicikloheksa-1,3-dien-1-il)propanoat + + {\displaystyle \rightleftharpoons } 3-(2,3-dihidroksifenil)propanoat + NADH + +
(2) (2E)-3-(cis-5,6-dihidroksicikloheksa-1,3-dien-1-il)prop-2-enoat + + {\displaystyle \rightleftharpoons } (2E)-3-(2,3-dihidroksifenil)prop-2-enoat + NADH + +
Ovaj enzim katalizuje jedan korak u putu degradacije fenilpropanoidnih jedinjenja.

## Literatura
- Nicholas C. Price; Lewis Stevens (1999). Fundamentals of Enzymology: The Cell and Molecular Biology of Catalytic Proteins (Third изд.). USA: Oxford University Press. ISBN 019850229X.
- Eric J. Toone (2006). Advances in Enzymology and Related Areas of Molecular Biology, Protein Evolution (Volume 75 изд.). Wiley-Interscience. ISBN 0471205036.
- Branden C; Tooze J. Introduction to Protein Structure. New York, NY: Garland Publishing. ISBN 0-8153-2305-0.
- Irwin H. Segel. Enzyme Kinetics: Behavior and Analysis of Rapid Equilibrium and Steady-State Enzyme Systems (Book 44 изд.). Wiley Classics Library. ISBN 0471303097.
- William P. Jencks (1987). Catalysis in Chemistry and Enzymology. Dover Publications. ISBN 0486654605.

## Spoljašnje veze
- 3-(cis-5,6-dihydroxycyclohexa-1,3-dien-1-yl)propanoate+dehydrogenase на 